# Capsicum cardenasii
Capsicum cardenasii ist eine Pflanzenart aus der Gattung der Paprika (Capsicum) in der Familie der Nachtschattengewächse. Sie kommt wild im Andengebiet vor, besonders in Peru und Bolivien. Der einheimische Name lautet ulupica.

## Beschreibung
Capsicum cardenasii ist ein kurzlebiger Halbstrauch mit verholzenden, aber zerbrechlichen Zweigen. Die Pflanze wird bis zu 100 cm hoch und kann einen seitlichen Platzbedarf von bis zu 60 cm haben. Die Blätter sind schmal, spitz-eiförmig und unbehaart oder nur leicht behaart. Sie haben eine Länge von etwa 5 cm und eine Breite von 2,5 cm und setzen beim Zerreiben einen intensiven Geruch nach Tomatenblättern frei.
In den Verzweigungen der Sprossachse entwickeln sich ein bis zwei Blüten. Die etwa 1 cm langen Blütenstiele wachsen aufrecht, tragen glockenförmige, nach unten hängende Blüten. Der Kelch ist 1 bis 1,5 mm lang. Die Blütenkrone ist etwa 7,5 mm lang und 6 mm breit, sie ist vor allem an den Kronblattspitzen violett gefärbt.
Nach der Befruchtung entwickeln sich bis zu 1 cm große, kugelförmige, rote Beeren mit dünnem Fruchtfleisch. In den Früchten befinden sich nur wenige Samen (in etwa 12). Die Schärfe beträgt in etwa 30 000 SHU.

## Vorkommen und Entdeckung
Capsicum cardenasii wurde zuerst im bolivischen Hochland in der Nähe der Stadt La Paz gefunden. Bereits in einer Sammlung von Otto Buchtien aus dem Jahr 1911 taucht eine Pflanze auf, die in einer Höhe von 2450 Metern gefunden wurde. Beschrieben wurde Pflanze erstmals 1958 von Heiser und P. G. Smith in der Zeitschrift „Brittonia“. Auch Heiser fand eine Pflanze in der Umgebung von La Paz.

## Abgrenzung zu anderenCapsicum-Arten
Als einzige Art der Gattung Capsicum ist Capsicum cardenasii selbstinkompatibel, die Blüten benötigen also Pollen einer anderen Pflanze, um befruchtet zu werden. Es wird angenommen, dass diese Eigenschaft erst von dieser Art herausgebildet wurde, die ursprünglichen Vertreter der Gattung Capsicum also wie die meisten heutigen Arten, selbstkompatibel waren. Diese Selbstinkompatibilität wird innerhalb des C. pubescens-Komplex, bestehend aus C. pubescens, C. cardenasii und C. eximium, unilateral weitergegeben. Da C. cardenasii resistent gegen das Tabak-Mosaik-Virus (TMV) ist, bestehen Bestrebungen, diese Eigenschaft durch Züchtung auf andere Capsicum-Arten zu übertragen, was sich aber durch die Selbstinkompatibilität und starke genetische Abgrenzung zu kultivierten Arten wie C. annuum als schwer erweist.

## Verwendung
Die Beeren werden meist vor der Reife (also noch grün) geerntet und frisch oder getrocknet als Gewürz verwendet. Sie schmecken sehr scharf mit einem interessanten Aroma, das dem der Blätter ähnelt. In Peru und Bolivien findet man oft Schälchen mit diesen Früchten (ulupica), ähnlich wie Pfefferstreuer. Sie dienen dem individuellen Nachwürzen. Zum Kochen selbst werden die ulupicas selten verwendet, da man andere Chilisorten wie die ajíes amarillos von der botanischen Art Capsicum baccatum dazu vorzieht.
Die ulupica ist auch heute noch eine Wildpflanze. Sie wird auf lokalen Märkten in kleinem Umfang gehandelt, aber diese Handelsware stammt aus Wildbeständen oder Familiengärten. Zurzeit wird Capsicum cardenasii nirgendwo in größerem Umfang kultiviert. Deshalb gibt es auch keine unterschiedlichen Kultursorten wie bei den meisten anderen Chilis. Allerdings ist die im selben Gebiet kultivierte Chiliart Capsicum pubescens eng mit der ulupica verwandt.